# Міхеїл Коркія
Міхеїл Коркія (10 вересня 1948 — 7 лютого 2004) — радянський баскетболіст.
Олімпійський чемпіон 1972 року, бронзовий призер 1976 року.
Чемпіон Європи 1971 року, срібний призер 1975, 1977 років.
Переможець Юнацького чемпіонату Європи (U-18) 1966 року.